# Myobranthus woelfleanus
Myobranthus woelfleanus är en amaryllisväxtart som först beskrevs av Hamilton Paul Traub, och fick sitt nu gällande namn av Ined. Myobranthus woelfleanus ingår i släktet Myobranthus och familjen amaryllisväxter. Inga underarter finns listade i Catalogue of Life.